# Ardon (Loiret)
Ardon és un municipi francès, situat al departament del Loiret i a la regió de Centre. L'any 2007 tenia 1.138 habitants.

## Demografia

### Població
El 2007 la població de fet d'Ardon era de 1.138 persones. Hi havia 434 famílies, de les quals 70 eren unipersonals (25 homes vivint sols i 45 dones vivint soles), 172 parelles sense fills, 184 parelles amb fills i 8 famílies monoparentals amb fills.
La població ha evolucionat segons el següent gràfic:
Habitants censats

### Habitatges
El 2007 hi havia 612 habitatges, 438 eren l'habitatge principal de la família, 153 eren segones residències i 21 estaven desocupats. 592 eren cases i 15 eren apartaments. Dels 438 habitatges principals, 360 estaven ocupats pels seus propietaris, 61 estaven llogats i ocupats pels llogaters i 16 estaven cedits a títol gratuït; 5 tenien una cambra, 20 en tenien dues, 31 en tenien tres, 49 en tenien quatre i 332 en tenien cinc o més. 400 habitatges disposaven pel capbaix d'una plaça de pàrquing. A 127 habitatges hi havia un automòbil i a 303 n'hi havia dos o més.

### Piràmide de població
La piràmide de població per edats i sexe el 2009 era:
| Homes | Edats   | Dones |
| ----- | ------- | ----- |
| 0     | 95 o +  | 0     |
| 0     | 90 a 94 | 4     |
| 4     | 85 a 89 | 12    |
| 0     | 80 a 84 | 0     |
| 8     | 75 a 79 | 4     |
| 4     | 70 a 74 | 4     |
| 20    | 65 a 69 | 16    |
| 36    | 60 a 64 | 44    |
| 52    | 55 a 59 | 40    |
| 40    | 50 a 54 | 52    |
| 40    | 45 a 49 | 40    |
| 32    | 40 a 44 | 12    |
| 12    | 35 a 39 | 20    |
| 28    | 30 a 34 | 32    |
| 32    | 25 a 29 | 32    |
| 44    | 20 a 24 | 40    |
| 16    | 15 a 19 | 28    |
| 8     | 10 a 14 | 12    |
| 16    | 5 a 9   | 16    |
| 8     | 0 a 4   | 24    |

## Economia
El 2007 la població en edat de treballar era de 760 persones, 571 eren actives i 189 eren inactives. De les 571 persones actives 537 estaven ocupades (283 homes i 254 dones) i 33 estaven aturades (17 homes i 16 dones). De les 189 persones inactives 76 estaven jubilades, 61 estaven estudiant i 52 estaven classificades com a «altres inactius».

### Ingressos
El 2009 a Ardon hi havia 420 unitats fiscals que integraven 1.151,5 persones, la mediana anual d'ingressos fiscals per persona era de 30.650 €.

### Activitats econòmiques
Dels 57 establiments que hi havia el 2007, 2 eren d'empreses extractives, 2 d'empreses de fabricació de material elèctric, 1 d'una empresa de fabricació d'altres productes industrials, 3 d'empreses de construcció, 5 d'empreses de comerç i reparació d'automòbils, 2 d'empreses de transport, 9 d'empreses d'hostatgeria i restauració, 2 d'empreses d'informació i comunicació, 1 d'una empresa financera, 8 d'empreses immobiliàries, 19 d'empreses de serveis, 2 d'entitats de l'administració pública i 1 d'una empresa classificada com a «altres activitats de serveis».
Dels 7 establiments de servei als particulars que hi havia el 2009, 1 era un paleta, 1 electricista, 4 restaurants i 1 agència immobiliària.
L'únic establiment comercial que hi havia el 2009 era una botiga de material esportiu.
L'any 2000 a Ardon hi havia 12 explotacions agrícoles que ocupaven un total de 185 hectàrees.

## Equipaments sanitaris i escolars
El 2009 hi havia una escola elemental.

## Poblacions més properes
El següent diagrama mostra les poblacions més properes.